# 安済知佳
安済 知佳（あんざい ちか、1990年12月22日 - ）は、日本の女性声優。福井県出身。エイベックス・ピクチャーズ所属。

## 経歴
保育園の時、薬剤師になりたかったという。これについて「言葉の響きが好きだったのかな」と語る。
小学3年生のころに福井市少年少女合唱団に入団。当時、福井県ではテレビアニメが映らず、カートゥーン ネットワークばかり視聴していた。中でも『バッグス・バニー』が好きだった。
小学5年生のころ、『ONE PIECE』や『犬夜叉』、それぞれ役を演じ分けている山口勝平を通して声優という職業を知り、声だけの表現で、自分の見た目や年齢と全く違うキャラクターにもなれるということを知って衝撃を受ける。
中学生のころにエイベックス・アーティストアカデミーに応募し入所。当初は福井県から東京まで通っていたが、交通費の問題から15歳で単身上京し、籍を置いている福井県の高校に通うため月に1度帰郷するという生活を送っていた。
勉強を始めてから4年目の2009年、テレビアニメ『あにゃまる探偵 キルミンずぅ』のメインキャラクター、御子神ナギサ役で声優デビュー。
2014年、テレビアニメ『棺姫のチャイカ』のチャイカ・トラバント役で初主演。
2020年8月1日、自身のInstagramで結婚したことを発表した。
2022年、第9回Yahoo!検索大賞声優部門で8位を獲得。
2023年1月、消費者庁「消費者ホットライン188」のCMに起用。北陸出身声優として富山県消費生活センターの1日所長に任命され、啓発活動を行った。
同年に短編映画『動物園のふたり』で実写映画初主演。
同年3月、第17回声優アワードで、主演声優賞を受賞。

## 人物・エピソード
6歳上の兄がいる。
趣味は筋トレ。
声優として出演したテレビアニメ『ちはやふる』では、出身地で自分の特技でもある福井弁の方言指導を担当。以降のシリーズ作、実写映画『ちはやふる』でも方言指導を務めた。『Let's天才てれびくん』では、福井弁を喋るほやのんの声を担当。
オリジナルアニメーション『リコリス・リコイル』で共演した松岡禎丞は安済が演じた千束の芝居について、「安済さんが千束じゃなかったらこの作品は成り立ってなかったんじゃないか」「すごく自然な芝居で盗みたいと思った」と評している。
『ちかぺ』というあだ名は、『響け!ユーフォニアム』のWebラジオ『響け!ユーフォラジオ』内で、役にちなんだあだ名を付けようということとなり、安済本人は『ちかとら』を推していたが、アニメ内での同じユニットである北宇治カルテットのメンバー、黒沢ともよ、朝井彩加、豊田萌絵からの推しでトランペットからの『ちかぺっと』となり、略して『ちかぺ』となって定着したものである。
憧れている声優として竹内順子を挙げている。

## 家族・親族
同じ声優の榎木淳弥は従兄である。

## 出演
太字はメインキャラクター。

### テレビアニメ
2009年
- ファイト一発!充電ちゃん!!（女、友人A）
- あにゃまる探偵 キルミンずぅ（2009年 - 2010年、御子神ナギサ）

2010年
- ちゅーぶら!!（女子生徒）
- 生徒会役員共（2010年 - 2014年、海辺ナナコ、女の子、萌えギャル、少女、放送部女子 他） - 2シリーズ

2011年
- UN-GO（中橋澄香）
- ちはやふる（2011年 - 2020年、由宇、村尾健太、村尾優太、宮崎詩織、筑波冬政、谷村夏樹、夏脇由有子 他） - 3シリーズ

2012年
- それいけ!アンパンマン（2012年 - 、メーコ、水の子（A）〈8代目〉、子ども、カスタネットくん、子供A）
- ギルティクラウン（葬儀社女）
- HUNTER×HUNTER（2012年 - 2014年、受付嬢、リスト、クルト、蚊女）
- ダンボール戦機（2012年 - 2013年、ジャスミン、コスプレイヤー、細野サクヤ） - 2シリーズ

2013年
- 革命機ヴァルヴレイヴ（赤石ミドリ、女子生徒） - 2シリーズ
- 進撃の巨人（ミーナ・カロライナ）
- ガッチャマン クラウズ（保坂有美、女性、子供）
- ポケットモンスター THE ORIGIN（女の子）
- ルパン三世 princess of the breeze 〜隠された空中都市〜（幼いユティカ）

2014年
- ポケットモンスター XY（園児、レナ）
- ハマトラ（女性）
- 棺姫のチャイカ（チャイカ・トラバント） - 2シリーズ
- 悪魔のリドル（首藤涼、首藤涼の人形）
- ラブライブ!（放送部員A）
- ノブナガ・ザ・フール（カゴメ）
- パックワールド（ゴースト、女の子ゴーストA、犬の飼い主）
- ガンダムビルドファイターズトライ（2014年 - 2016年、ヤス・メグタ、フナキ・サトミ、アナウンス） - 1シリーズ + 特別編
- トライブクルクル（2014年 - 2015年、獅子堂ユージ、文化祭実行委員、ソータの妹、クラスメート女子）

2015年
- カードファイト!! ヴァンガードG（女性ファイター）
- 響け!ユーフォニアム（2015年 - 2024年、高坂麗奈） - 3シリーズ
- 空戦魔導士候補生の教官（エイミー・マスタング）
- ケイオスドラゴン 赤竜戦役（祝ノリ）
- 対魔導学園35試験小隊（草薙キセキ）
- 進撃!巨人中学校（ミーナ・カロライナ、女子学生）
- 新妹魔王の契約者 BURST（フィオ）
- 櫻子さんの足下には死体が埋まっている（ハツ江〈少女時代〉）

2016年
- シュヴァルツェスマーケン（アネット・ホーゼンフェルト）
- 灰と幻想のグリムガル（メリイ）
- タブー・タトゥー（一之瀬桃子）
- クオリディア・コード（千種明日葉）
- ガーリッシュナンバー（河原）

2017年
- クズの本懐（安楽岡花火）
- アイドル事変（鳴神五十鈴）
- 銀魂.（2017年 - 2018年、神威〈幼少期〉）
- サクラクエスト（緑川真希）
- パズドラクロス（2017年 - 2018年、アナ）
- 時間の支配者（小雪）
- EVIL OR LIVE（羅織）
- Wake Up, Girls! 新章（水田綾）

2018年
- 刻刻（佑河樹里）
- たくのみ。（桐山直）
- ハクメイとミコチ（セン）
- グランクレスト戦記（ラウラ・ハードリー）
- 鹿楓堂よついろ日和（矢ノ倉銀）
- 七星のスバル（エリシア）
- ぐらんぶる（2018年 - 2025年、古手川千紗） - 2シリーズ
- BORUTO-ボルト- NARUTO NEXT GENERATIONS（アシナ）
- DOUBLE DECKER! ダグ&キリル（キャサリン・ロシュフォール）

2019年
- 同居人はひざ、時々、頭のうえ。（押守なな）
- フルーツバスケット（2019年 - 2020年、相田リカ） - 2シリーズ
- この音とまれ!（花村史） - 2シリーズ
- 荒ぶる季節の乙女どもよ。（菅原新菜）
- 神田川JET GIRLS（2019年 - 2020年、白石マナツ、イルカ）
- 爆丸バトルプラネット（2019年 - 2020年、キノ）
- パズドラ（2019年 - 2020年、エイナ）
- アズールレーン（2019年 - 2020年、テスター）

2020年
- 地縛少年花子くん（2020年 - 2025年、七峰桜） - 3シリーズ

2021年
- ワンダーエッグ・プライオリティ（西城くるみ）
- 約束のネバーランド（バーバラ）
- ふしぎ駄菓子屋 銭天堂（百合子）
- SSSS.DYNAZENON（飛鳥川ちせ） - 2023年に劇場総集編公開
- 美少年探偵団（川池湖滝）
- さんかく窓の外側は夜（非浦英莉可）
- 大正オトメ御伽話（渥美綾）

2022年
- オリエント（服部つばめ）
- おしりたんてい（2022年 - 2023年、グレねえ）
- リコリス・リコイル（錦木千束）

2023年
- アリス・ギア・アイギス Expansion（吾妻楓）
- てんぷる（にゃごすけ）
- 青のオーケストラ（町井美月）
- アンダーニンジャ（川戸）
- アイドルマスター ミリオンライブ！（青羽美咲）
- 放課後少年花子くん（2023年 - 2024年、七峰桜、お客人〈桜〉） - 2シリーズ

2024年
- 終末トレインどこへいく?（千倉静留）
- 夜のクラゲは泳げない（早川美音）
- ささやくように恋を唄う（天沢始）
- 異世界スーサイド・スクワッド（カタナ）
- 真夜中ぱんチ（橘花）
- 小市民シリーズ（堂島知里）
- 負けヒロインが多すぎる!（志喜屋夢子）
- ザ・ファブル（佐羽ヒナコ）
- ラーメン赤猫（御所川原凛）
- デリコズ・ナーサリー（テオドール・クラシコ）
- Re:ゼロから始める異世界生活 3rd season（2024年 - 2025年、シリウス） - 2シリーズ
- 甘神さんちの縁結び（2024年 - 2025年、鶴山白日）
- 株式会社マジルミエ（土刃メイ）

2025年
- 青のミブロ（京八ナギ）
- 紫雲寺家の子供たち（紫雲寺万里）
- 未ル わたしのみらい（アメ、メカ右手）
- WIND BREAKER Season 2（椿野〈小学生〉）
- 追放者食堂へようこそ!（ケイティ）
- アン・シャーリー（フィリパ・ゴードン）
- グノーシア（ユーリ)
- 千歳くんはラムネ瓶のなか（西野明日風）

### 劇場アニメ
- マジック・ツリーハウス（2012年、女子）
- 映画 かいけつゾロリ だ・だ・だ・だいぼうけん!（2012年）
- それいけ!アンパンマン みんなでてあそび アンパンマンといたずらオバケ（2013年、ずろろん）
- ピカチュウ、これなんのカギ?（2014年、ビクティニ、アマルス[要出典]）
- 楽園追放 -Expelled from Paradise-（2014年、アーハン）
- Wake Up, Girls! Beyond the Bottom（2015年、水田綾[83]）
- 劇場版 響け！ユーフォニアムシリーズ（2016年 - 2023年、高坂麗奈[84]） - 5作品[一覧 14]
- 劇場版 生徒会役員共2（2021年、海辺ナナコ）
- グリッドマン ユニバース（2023年、飛鳥川ちせ[88]）

### OVA
2010年代
- 魔法先生ネギま! 〜もうひとつの世界〜（2010年、リン・ガランド）
- 生徒会役員共（2011年 - 、放送部員、海辺ナナコ） - 『帰ってきた生徒会役員共』『生徒会役員共OVA』ほか
- ちはやふる（2013年、レポーター）
- 進撃の巨人（2014年、ミーナ・カロライナ）
- 悪魔のリドル 第十三問（2014年、首藤涼）
- 棺姫のチャイカ AVENGING BATTLE（2015年、チャイカ・トラバント）
- まじかるすいーと プリズム・ナナ（2015年 - 、柊マコ）
- 響け！ユーフォニアム「かけだすモナカ」（2015年、高坂麗奈） - 第1期Blu-ray第7巻収録番外編
- エスカクロン（2017年、エスカ）
- ガールズ&パンツァー 最終章（2017年 - 2021年、押田、平井花子）
- あさがおと加瀬さん。（2018年）
- フラグタイム（2019年、小林由香利）

2020年代
- 神田川JET GIRLS ここから始まる東京ガールズプロモーション（2020年、白石マナツ、イルカ）
- てんぷる（2023年、にゃごすけ） - 上・下の巻

### Webアニメ
- 神さまの言うとおり（2014年、秋元いちか）
- 天空侵犯（2021年、アイン[93]）
- 伊藤潤二『マニアック』（2023年、倉本文[94]）
- 爆丸レジェンズ（2023年、キノ）
- ガンダムビルドメタバース（2023年、リオ〈ホウジョウ・リオ〉[95]）
- 『リコリス・リコイル』Friends are thieves of time.（2025年、錦木千束[96][初出 7]）

### ゲーム
2013年
- ダンボール戦機ウォーズ（細野サクヤ、渚リリカ）
- 箱庭のフォルクローレ（きじのヒナ）

2014年
- ヒーローズプレイスメント（北潟ウララ）
- 流線系エンカウンター 2nd Season（プシュケ）

2015年
- テイルズ オブ ゼスティリア（アリーシャ・ディフダ〈モーションアクター〉）
- アイドル事変（鳴神五十鈴）
- クイズRPG 魔法使いと黒猫のウィズ（エリス＝マギア・シャルム、エリスボックス、土刃メイ）
- シュヴァルツェスマーケン 紅血の紋章（アネット・ホーゼンフェルト）
- 神撃のバハムート（スクナ）
- 東京ハーレム（豪徳寺京子）
- メイデンクラフト（文月チャイ子）

2016年
- オルタナティブガールズ（天堂真知）
- グラナド・エスパダ（バネッサ）
- Shadowverse（2016年 - 2020年、破魂の少女、スクナ、ベルフェゴール、恨みの語り部、ソウルテイカー・ララ、機械腕の祈り手
- マジガーーーーール!!!（星川栞）
- シュヴァルツェスマーケン 殉教者たち（アネット・ホーゼンフェルト）
- 戦国アスカZERO（チャイカ・トラバント）
- 編隊少女 -フォーメーションガールズ-
- ワールドクロスサガ（アテナ）
- ミラクルニキ（クローカ）

2017年
- アイドルマスター ミリオンライブ! シアターデイズ（2017年 - 2024年、青羽美咲、美咲ロボ）
- レイヤードストーリーズ ゼロ（カラミティ＝M、サウザンド、カドゥケウス）
- アカシックリコード（斉藤一乃）
- エンドライド -X fragments-（レイチェル）
- おどりたが〜る! -祭り短し踊れよ乙女-（折原雪菜）
- プリンセス・プリンシパル GAME OF MISSON（クリス）

2018年
- アリス・ギア・アイギス（2018年 - 2024年、吾妻楓、文島明日翔）
- D×2 真・女神転生 リベレーション（高殿栞 / しおにゃん）
- アナザーエデン 時空を超える猫（サキ）
- 進撃の巨人2（ミーナ・カロライナ、主人公・女・タイプ6）
- 三国BASSA!!（周瑜）
- グランクレスト戦記（ラウラ・ハードリー）
- 機動戦隊アイアンサーガ（ウィンザー、エリカ、ミア）
- ヴァルキリーコネクト（ノウリ）
- ガールズ&パンツァー 戦車道大作戦!（押田）
- グランブルーファンタジー（2018年 - 2024年、シトリ / ヰロティス）
- RPGツクールMV Trinity（くノ一 サクラ）
- 北陸とらいあんぐる（越前和花）

2019年
- 47 HEROINES（加里谷久美子）
- ガールズ&パンツァー ドリームタンクマッチDX（押田）
- 東京コンセプション（ラキ）
- OVERHIT（ウィッシュ）
- エンゲージプリンセス（海竜王レヴィアタン）
- ファンタシースターオンライン2（ミトラ）
- アズールレーン（2019年 - 2024年、テスター、飛鳥川ちせ、アドミラル・ナヒーモフ） - 2作品
- ASTRAL CHAIN（主人公〈女〉、アキラ・ハワード〈女〉）
- エピックセブン（リン）

2020年
- 神田川JET GIRLS（白石マナツ）
- ドールズフロントライン（SAR-21、PM-06）
- CARAVAN STORIES（ラシャーナ）
- ファンタジア・リビルド（チャイカ・トラバント）

2021年
- アイドルマスター ポップリンクス（2021年 - 2022年、青羽美咲）
- アイドルマスター スターリットシーズン（青羽美咲）
- パズルガールズ（アリア、レキシントン）
- 白夜極光（レビィ）
- ドラゴンとガールズ交響曲（寧々、ダーウィン）

2022年
- 御城プロジェクト:RE（越前大野城）
- ソウルタイド（九華）
- クローバーシアター（ニディア）
- アリス・ギア・アイギスCS（吾妻楓）
- 魔法使いの夜（久万梨金鹿）
- ブレイブソード×ブレイズソウル（ペリュネイア＝ラヴィ）

2023年
- アークナイツ（パゼオンカ）
- 共闘ことばRPG コトダマン（イシュターリア、スライフ、グラセル）
- NieR Re［in］carnation（サラーファ / 妖しげな占い師）
- Tower of Fantasy（幻塔）（アリス）
- モンスターストライク（鍾馗）
- ヴェルヴェット・コード（ダンケルク、ウォースパイト）
- マギアレコード 魔法少女まどか☆マギカ外伝（オルガ、錦木千束）
- 白猫プロジェクト NEW WORLD'S（2023年 - 2025年、錦木千束、アステリア）
- ブラウンダスト2（テレーゼ）
- 機動戦士ガンダム アーセナルベース（ホウジョウ・リオ）
- GINKA（荒羅伎 なずな）
- 転生したらスライムだった件 魔王と竜の建国譚（青羽美咲）
- サンローラン騎士団（マイア）

2024年
- プリンセスコネクト！Re:Dive（トミヱ）
- アウタープレーン（リーシャ）
- エーテルゲイザー（黄泉之花・イザナミ）
- 鳴潮（鑑心）
- ラグナドール（錦木千束）
- リバース:1999（マーキュリア）

2025年
- 餓狼伝説 City of the Wolves（プリチャ）
- 龍の国 ルーンファクトリー（マツリ）
- プロジェクトセカイ カラフルステージ! feat. 初音ミク（エレナ）
- ペルソナ5: The Phantom X（YUI）
- スーパーロボット大戦Y（飛鳥川ちせ）
- 空の軌跡 the 1st（シェラザード・ハーヴェイ）

### 吹き替え

#### 映画
- 海底47m 古代マヤの死の迷宮（2021年、サーシャ〈コリーヌ・フォックス〉[165]）
- フィアー・ストリート Part 2: 1978（2021年、シンディ・バーマン〈エミリー・ラッド〉[166]）
  - フィアー・ストリート Part 3: 1666（2021年、シンディ・バーマン、アビゲイル〈エミリー・ラッド〉）
- モキシー 〜私たちのムーブメント〜（2021年、クラウディア〈ローレン・サイ〉[166]）
- サマーキャンプ（2021年、エイヴリー〈ベイリー・マディソン〉[166]）
- チェリー（2021年、エミリー〈シアラ・ブラヴォ〉[166]）
- ザ・ウォッチャーズ（2024年、ミナ〈ダコタ・ファニング〉[167]）
- ロンリー・プラネット（2024年、リリー・ケンプ〈ダイアナ・シルヴァーズ〉）

#### ドラマ
- サーフズ・アップ2（2017年、ペイジ〈ペイジ〉）
- See 〜暗闇の世界〜（2019年、ハニワ〈ネスタ・クーパー〉[166]）
- THE FLASH/フラッシュ（2019年、アレグラ・ガルシア〈ケイラ・コンプトン〉）
- プリティ・リトル・ライアーズ ORIGINAL SIN（2022年、タビー・ヘイワース〈チャンドラー・キニー〉[168]）
- 攻略うぉんてっど!〜異世界救います!?〜（2023年、マトリックス7[169]）

### ドラマCD
- いっしょに寝るの! 〜autunno notturno〜（2013年、太多睦美[170]）
- 百千さん家のあやかし王子 / 其の弐（2014年 - 2015年、小妖怪2、鳥井愛香） - 2作品
- 響け！ユーフォニアムシリーズ（2015年 - 2021年、高坂麗奈） - 2作品[171][172]
- 甘く優しい世界で生きるには 7.5（2016年、サナーレ・テラペイア[173]）
- THE IDOLM@STER MILLION THE@TER WAVE 17 ARMooo（2021年、青葉美咲）
- ドラマCD「アリス・ギア・アイギス 〜水着にまつわるエトセトラ〜」 / 「朧月のレゴリス アリス・ギア・アイギス外伝」ようこそムラクモ町田へ（2022年 - 2023年、吾妻楓[174][175]） - 2作品

### オーディオドラマ
- TBSラジオ エブ★ラジ 夜の連続スマホ小説「放送禁止。」[176]
- SSSS.DYNAZENON ボイスドラマ（2021年、飛鳥川ちせ）
- モフられのお稲荷様 時雨編（2021年、時雨[177]）
- ドラマレコード「時代劇だよ！アリス・ギア・アイギス」（2021年、吾妻楓[178]）
- ASMR『おしごとねいろ 〜放送委員編〜』（2022年、峯島咲良）
- 【ASMR】かじょサポ 〜僕の事を知りつくしてるメイド兼彼女に、全てのお世話をやられてしまう〜（2022年）
- 【働き女子の生活覗き見ASMR】限界OLちゃん、ぬいを吸う（2022年、宇働こもり）
- あなたは家庭教師 〜教え子との濃密じかん〜（2023年、橘遊美）
- 【ASMR】VTuberに転声してみた 〜安済知佳→恋ヶ窪れんげ〜【好き好き・シャンプー・耳吹き】（2023年、恋ヶ窪れんげ[179]）
- 乃木坂46のオールナイトニッポン ラジオドラマ「監視員しおりは座らない」（2023年[180]）
- 芙蓉友奈は語部となる（2023年、横手すず）
- イヤードラマ 「夢見るこまち」（2023年、井上こまち[181]）
- ASMR 限界社畜OLの同期ちゃんが優しくえらいえらいしてくれる金曜日…（2023年、九条愛菜）

### デジタルコミック
- Beeマンガ
  - うずまき（五島桐絵）
  - 神さまの言うとおり（秋元いちか）
- UULA
  - 失恋ショコラティエ（井上薫子[182]）
- ジャンプチャンネル
  - オトメの帝国（2021年、九条綾乃）
- 冷たくて 柔らか（2023年、エマ[183]）
- 優良物件もうダメ荘 〜風呂、トイレと天使は共同です〜（2023年、ハムエル[184]）
- 蛇はキッスで鷲を狩る（2024年、倉木アヤネ[185]）

### ラジオ
※はインターネット配信。
- 棺音（ラジオ）のチャイカ（2014年、HiBiKi Radio Station※）[186]
- 響け!ユーフォラジオ（2015年、音泉※）[187]
- D-world Project.R（2016年、音泉※）[188]
- ラジオ クオリディア・コード 南関東三都市防衛機構放送部（2016年、HiBiKi Radio Station※）[189]
- 安済知佳と朝井彩加のふたりはシンパシー!（2016年 - 2017年、ニコニコ生放送※）[190]
- 響け!ユーフォラジオ2（2016年 - 2017年、音泉※）
- クズの女子会（2017年、音泉※）[191]
- おるらじ〜キャプテン、聞いてください!〜（2017年 - 、HiBiKi Radio Station※）[192]
- 安済知佳 いちかばちか（2017年 - 2020年、超!A&G+※・AG-ON Premium※）[193]
- チュパカブRADIO（2017年、間野山観光協会※）
- リコリコラジオ（2022年 - 2023年、YouTube※）[194]
- ぐらんぶる 華金ラジオ（2024年、音泉※・YouTube※）

### ラジオCD
- 「悪魔のリドル」ラジオ〜黒組通信〜（ゲスト出演）[195]
- クズの女子会[196]
- 灰と幻想のグリムガル　何もないラジオVol.1-2（ゲスト出演）[197]
- 響け!ユーフォニアム 響け!ユーフォラジオ
- ラジオ クオリディア・コード 南関東三都市防衛機構放送部
- 棺音（ラジオ）のチャイカ side チームチャイカ × side チームジレット Vol.1
- 棺音（ラジオ）のチャイカVol.2・3

### インターネットテレビ
- 声優、書く、語りき Vol.2 安済知佳×瀬戸麻沙美（2022年5月8日、ファミリー劇場CLUB）
- 語ル怪（2022年、ファミリー劇場CLUB）

### 舞台・朗読劇
- ノブナガ・ザ・フール（2013年、カゴメ）
- エル・サボタージュ（2015年、クレア）
- ドラマリーディング「三つの愛と、殺人」（2018年、夜長姫）
- 音楽朗読劇「ザ・グレイト・ギャツビー」（2019年、デイジー）
- 吾輩は猫である-はじまりの漱石-（2020年10月30日、紀伊國屋サザンシアターTAKASHIMAYA）猫 役他[198]
- 声のプロフェッショナルが奏でるリーディングシェイクスピア『マクベス』（2020年11月29日、池袋サンシャイン劇場）マクベス夫人 役他[199]
- 朗読劇「私の頭の中の消しゴム15th Letter」（2024年4月14日、東京・よみうり大手町ホール）
- 朗読劇「成瀬は天下を取りにいく」（2025年9月14日〈予定〉、草月ホール）成瀬あかり 役[200]

### ナレーション
- サントリー天然水スパークリングレモンの遊園地

### CM
- 消費者庁「消費者ホットライン188」TVCM（2023年）[201]
- アキレス「瞬足」TVCM（2023年） - コハ 役[202]
- サントリージン 翠 WEBCM（2024年）

### テレビドラマ
- クズの本懐（2017年、フジテレビ） - 先生 役
- 晩酌の流儀4 〜夏編〜 第4話（2025年7月19日、テレビ東京） - キャベツの声 役　[203]

### 映画
- まどろみの彼女たち 動物園のふたり（2024年） - ノタニ 役[204]

### 書籍
- 『安済知佳写真集 一期一会』講談社、2019年12月22日。ISBN 978-4065182673。

### テレビ番組
- Let's天才てれびくん（2015年、NHK Eテレ） - ほやのんの声
- どちゃもん あさめしまえ（2016年、NHK Eテレ） - ほやのんの声
- 機動戦士ガンダム45周年特番 〜受け継がれる宇宙〜（2024年、テレビ東京） - ナビゲーター[205]

### その他コンテンツ
- PV『かくしごと』（2016年、後藤姫）
- パチンコ『Pフィーバー アイドルマスター ミリオンライブ!』（2021年、青羽美咲）
- パチスロ『パチスロ アイドルマスター ミリオンライブ!』（2021年、青羽美咲）
- PV『恋は暗黒。』（2022年、白森明日美[206]）
- PV『男嫌いな美人姉妹を名前も告げずに助けたら一体どうなる?』（2023年、新条藍那 / 新条亜利紗[207]）
- PV 『ぐらんぶる』20巻　「残念な飲み会にしない　たった4つのお約束」（2023年、古手川千紗[208]）

## ディスコグラフィ

### キャラクターソング
| 発売日         | 商品名                                                                              | 歌 | 楽曲                                                       | 備考                                                             |
| 2010年代       | 2010年代                                                                            | 2010年代 | 2010年代                                                   | 2010年代                                                         |
| -------------- | ----------------------------------------------------------------------------------- | --- | ---------------------------------------------------------- | ---------------------------------------------------------------- |
| 2010年6月9日   | あにゃまる探偵キルミンずぅ アソートCD 1                                             | 御子神リコ（悠木碧）、御子神リム（佐藤聡美）、御子神ナギサ（安済知佳）                                                                   | 「Poo」                                                    | テレビアニメ『あにゃまる探偵キルミンずぅ』関連曲                 |
| 2010年6月9日   | あにゃまる探偵キルミンずぅ アソートCD 1                                             | 御子神リコ（悠木碧）、御子神リム（佐藤聡美）、御子神ナギサ（安済知佳）                                                                   | 「Chuai Mad Noi」                                          | テレビアニメ『あにゃまる探偵キルミンずぅ』関連曲                 |
| 2012年2月22日  | UN-GO ORIGINAL SOUNDTRACK                                                           | 夜長姫3+1 | 「ヴァルハラ処女が丘」 「Beautiful dreamer」               | テレビアニメ『UN-GO』挿入歌                                      |
| 2013年5月17日  | -                                                                                   | エスカクロン | 「月夜と黒猫/エスカクロン」                                | OVA『エスカクロン』関連曲                                        |
| 2014年4月23日  | 快楽原理                                                                            | coffin princess | 「快楽原理」                                               | テレビアニメ『棺姫のチャイカ』エンディングテーマ                 |
| 2014年4月23日  | 快楽原理                                                                            | チャイカ・トラバント（安済知佳） | 「快楽原理」                                               | テレビアニメ『棺姫のチャイカ』エンディングテーマ                 |
| 2014年5月14日  | 黒組曲・序                                                                          | 10年黒組 | 「QUEEN」                                                  | テレビアニメ『悪魔のリドル』エンディングテーマ                   |
| 2014年6月11日  | 黒組曲・破                                                                          | 首藤涼（安済知佳） | 「すずかぜ」                                               | テレビアニメ『悪魔のリドル』エンディングテーマ                   |
| 2014年6月11日  | 黒組曲・破                                                                          | 10年黒組 | 「THE LAST PARTY」                                         | テレビアニメ『悪魔のリドル』エンディングテーマ                   |
| 2014年7月9日   | 黒組曲・急                                                                          | 10年黒組 | 「仰げば尊し」                                             | テレビアニメ『悪魔のリドル』挿入歌                               |
| 2014年10月29日 | ワタシハオマエノナカニイル                                                          | coffin princess | 「ワタシハオマエノナカニイル」                             | テレビアニメ『棺姫のチャイカ AVENGING BATTLE』エンディングテーマ |
| 2014年10月29日 | ワタシハオマエノナカニイル                                                          | チャイカ・トラバント（安済知佳） | 「ワタシハオマエノナカニイル」                             | テレビアニメ『棺姫のチャイカ AVENGING BATTLE』エンディングテーマ |
| 2015年5月13日  | トゥッティ！                                                                        | 北宇治カルテット | 「トゥッティ！」                                           | テレビアニメ『響け!ユーフォニアム』エンディングテーマ            |
| 2015年5月13日  | トゥッティ！                                                                        | 北宇治カルテット | 「ベルアップ！」                                           | テレビアニメ『響け！ユーフォニアム』関連曲                       |
| 2015年7月22日  | 響け！ユーフォニアム キャラクターソング vol.4 高坂麗奈                              | 高坂麗奈（安済知佳） | 「心響プロジェクター」 「Golden Halo」                     | テレビアニメ『響け！ユーフォニアム』関連曲                       |
| 2016年1月13日  | レザレクション／止まらない未来                                                      | ネクストストーム | 「レザレクション」                                         | 劇場アニメ『Wake Up, Girls! Beyond the Bottom』挿入歌            |
| 2016年1月27日  | 楽園ディストピア -TOKYO HAREM ver.-                                                 | TOKYO HAREM | 「楽園ディストピア」                                       | ゲーム『東京ハーレム』テーマソング                               |
| 2016年1月27日  | 楽園ディストピア -TOKYO HAREM ver.-                                                 | 豪徳寺京子（安済知佳） | 「楽園ディストピア」                                       | ゲーム『東京ハーレム』関連曲                                     |
| 2016年3月16日  | 「灰と幻想のグリムガル」キャラクターソング「メリイ」                                | メリイ（安済知佳） | 「Trusting」 「Memories」                                  | テレビアニメ『灰と幻想のグリムガル』関連曲                       |
| 2016年4月27日  | -                                                                                   | エスカクロン | 「このセカイのユメノカケラ」                               | OVA『エスカクロン』関連曲                                        |
| 2016年8月24日  | EGOISTIC EMOTION                                                                    | TRIGGER | 「EGOISTIC EMOTION」                                       | テレビアニメ『タブー・タトゥー』エンディングテーマ               |
| 2016年8月24日  | EGOISTIC EMOTION                                                                    | TRIGGER | 「Eager Trigger」                                          | テレビアニメ『タブー・タトゥー』関連曲                           |
| 2016年10月19日 | It's All Star☆Right彡                                                               | キラキラ | 「It's All Star☆Right彡」 「時雨る雪と花つぼみ」           | ゲーム『アイドル事変』関連曲                                     |
| 2016年11月2日  | ヴィヴァーチェ！                                                                    | 北宇治カルテット | 「ヴィヴァーチェ！」                                       | テレビアニメ『響け!ユーフォニアム2』エンディングテーマ           |
| 2016年11月2日  | ヴィヴァーチェ！                                                                    | 北宇治カルテット | 「LINK UP!!!」                                             | テレビアニメ『響け！ユーフォニアム2』関連曲                      |
| 2017年3月16日  | 覚醒〜Alternative Heart〜                                                           | 広瀬こはる（橋本ちなみ）、西園寺玲（木戸衣吹）、水島愛梨（遠藤ゆりか）、天堂真知（安済知佳）、悠木美弥花（竹達彩奈）、橘直美（大空直美） | 「覚醒〜Alternative Heart〜」                              | ゲーム『オルタナティブガールズ』関連曲                           |
| 2017年4月19日  | まじかるすいーとプリズム・ナナ 星空編 ボーカルアルバム                              | 柊マコ（安済知佳） | 「hollow girl」                                            | OVA『まじかるすいーと プリズム・ナナ』関連曲                     |
| 2017年4月19日  | まじかるすいーとプリズム・ナナ 星空編 ボーカルアルバム                              | 柊マコ（安済知佳）、ヒナ（Daisy×Daisy）                                                                                                  | 「星空ハーモニー」                                         | OVA『まじかるすいーと プリズム・ナナ』関連曲                     |
| 2017年4月19日  | まじかるすいーとプリズム・ナナ 星空編 ボーカルアルバム                              | 鷲岡至（三森すずこ）、浅木飛鳥（今井麻美）、織部琴音（喜多村英梨）、柊マコ（安済知佳）                                                   | 「starry melody」                                          | OVA『まじかるすいーと プリズム・ナナ』関連曲                     |
| 2017年11月3日  | -                                                                                   | エスカクロン | 「Many colors, Many brights, Many more musics」            | OVA『エスカクロン』オープニングテーマ                            |
| 2017年11月3日  | -                                                                                   | エスカクロン | 「過去形と未来」                                           | OVA『エスカクロン』エンディングテーマ                            |
| 2017年11月3日  | -                                                                                   | エスカクロン | 「雪と足跡」                                               | OVA『エスカクロン』挿入歌                                        |
| 2018年3月9日   | -                                                                                   | ハクメイ（松田利冴）、ミコチ（下地紫野）、コンジュ（悠木碧）、セン（安済知佳）                                                           | 「木こりの歌」                                             | テレビアニメ『ハクメイとミコチ』挿入歌                           |
| 2018年4月18日  | 月下の軌跡/はわはわアワー                                                           | 天堂真知（安済知佳） | 「月下の軌跡」                                             | ゲーム『オルタナティブガールズ』関連曲                           |
| 2019年3月22日  | 同居人はひざ、時々、頭のうえ。キャラクターソングVol.2 優しい時間/しあわせマーキング | なな（安済知佳）、はち（村瀬歩） | 「優しい時間」 「しあわせマーキング」                      | テレビアニメ『同居人はひざ、時々、頭のうえ。』関連曲             |
| 2020年代       |                                                                                     | |                                                            |                                                                  |
| 2020年2月26日  | 神田川JET GIRLS BD・DVD第2巻特典CD                                                  | 白石マナツ（安済知佳）、緑川ゆず（前田佳織里）                                                                                           | 「BLACK or WHITE」                                         | テレビアニメ『神田川JET GIRLS』関連曲                            |
| 2021年5月12日  | ガールズ&パンツァー 最終章 Episode1〜3 オリジナルサウンドトラック                   | BC自由学園 | 「La Chanson de l'oignon Sung by BC自由学園 戦車道チーム」 | 劇場アニメ『ガールズ&パンツァー 最終章』関連曲                   |
| 2021年7月21日  | SSSS.DYNAZENON CHARACTER SONG.1                                                     | 飛鳥川ちせ（安済知佳） | 「クジラ雲」                                               | テレビアニメ『SSSS.DYNAZENON』関連曲                             |
| 2022年10月26日 | リコリス・リコイル BD / DVD第2巻特典CD                                              | 錦木千束（安済知佳） | 「今すぐKiss Me」                                          | テレビアニメ『リコリス・リコイル』関連曲                         |
| 2023年1月25日  | リコリス・リコイル BD / DVD第5巻特典CD                                              | 錦木千束（安済知佳）、井ノ上たきな（若山詩音）                                                                                           | 「これが私の生きる道」                                     | テレビアニメ『リコリス・リコイル』関連曲                         |
| 2023年1月25日  | リコリス・リコイル BD / DVD第5巻特典CD                                              | 錦木千束（安済知佳）、井ノ上たきな（若山詩音）、中原ミズキ（小清水亜美）、クルミ（久野美咲）、ミカ（さかき孝輔）                         | 「学園天国」                                               | テレビアニメ『リコリス・リコイル』関連曲                         |
| 2024年6月26日  | 音色の彼方                                                                          | 北宇治カルテット | 「音色の彼方」                                             | テレビアニメ『響け!ユーフォニアム3』エンディングテーマ           |
| 2024年8月28日  | 『響け！ユーフォニアム3』キャラクターソングシングル Vol.1                           | 黄前久美子（黒沢ともよ）、高坂麗奈（安済知佳）                                                                                           | 「音色の軌跡」                                             | テレビアニメ『響け!ユーフォニアム3』関連曲                       |
| 2025年1月13日  | アークナイツ 5周年記念楽曲集                                                        | パゼオンカ（安済知佳） | 「Peaceful days」                                          | ゲーム『アークナイツ』関連曲                                     |
| 2025年1月13日  | アークナイツ 5周年記念楽曲集                                                        | テキーラ（島﨑信長）、エイヤフィヤトラ（種田梨沙）、パゼオンカ（安済知佳）、W（竹達彩奈）                                                | 「Faraway Holiday」                                        | ゲーム『アークナイツ』関連曲                                     |
| 2025年6月25日  | TVアニメ『紫雲寺家の子供たち』音楽歌集「Sibphony:)」                                | 紫雲寺家の子供たち | 「LIKE YOU o(>< = ><)o LOVE YOU?」                         | テレビアニメ『紫雲寺家の子供たち』エンディングテーマ             |

### その他参加作品
| 発売日         | 商品名                               | 歌                   | 楽曲                                              | 備考                            |
| -------------- | ------------------------------------ | -------------------- | ------------------------------------------------- | ------------------------------- |
| 2009年12月23日 | スタ☆リミ                            | 安済知佳、目澤希世乃 | 「残酷な天使のテーゼ 〜STAR ANNIVERSARY REMIX〜」 |                                 |
| 2010年7月7日   | SUPER J-EURO BEST MIX                | Chika Anzai          | 「愛・おぼえていますか」                          |                                 |
| 2010年12月20日 | SUPER J-EURO BEST MIX 〜HYPER TUNE〜 | Chika Anzai          | 「Paradise Lost」                                 |                                 |
|                |                                      | 安済知佳             | 「Wonder Wind」                                   | clubDAM企画『あにそんボーカル』 |